# Casse-toi, pauv' con !
Pour le jeu de société inspiré de cette phrase, voir Casse-toi pov' con

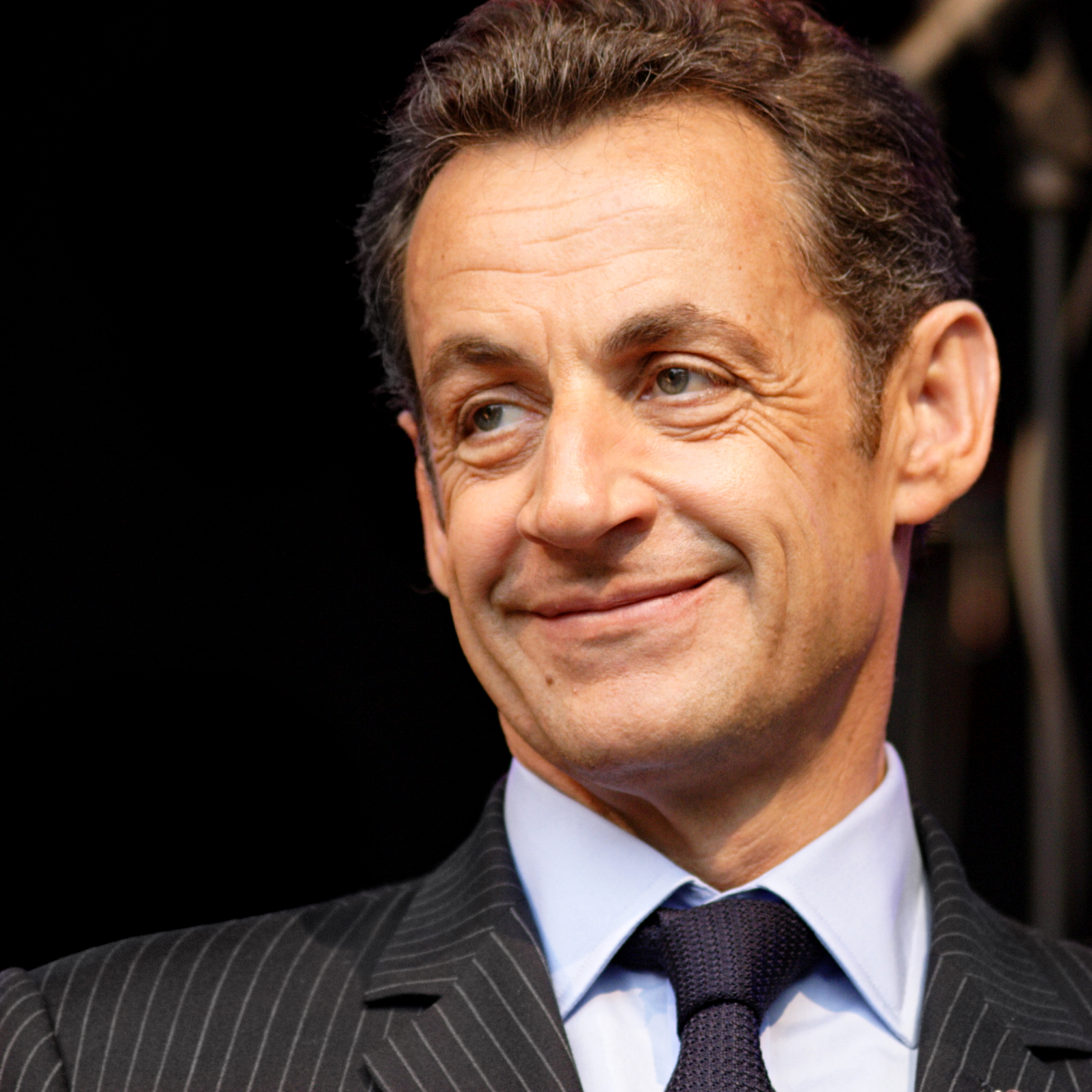
Nicolas Sarkozy en 2008.

« Casse-toi, pauv' con ! » est une petite phrase prononcée par Nicolas Sarkozy, alors président de la République française, en réponse à une personne refusant sa poignée de main et lui ayant déclaré : « Ah non, touche-moi pas ! Tu me salis ! ». Prononcée lors de sa visite officielle au Salon de l'agriculture le 23 février 2008, cette réplique est rapidement devenue virale grâce à la reproduction de l'enregistrement vidéo et à sa diffusion par Internet.

## Historique

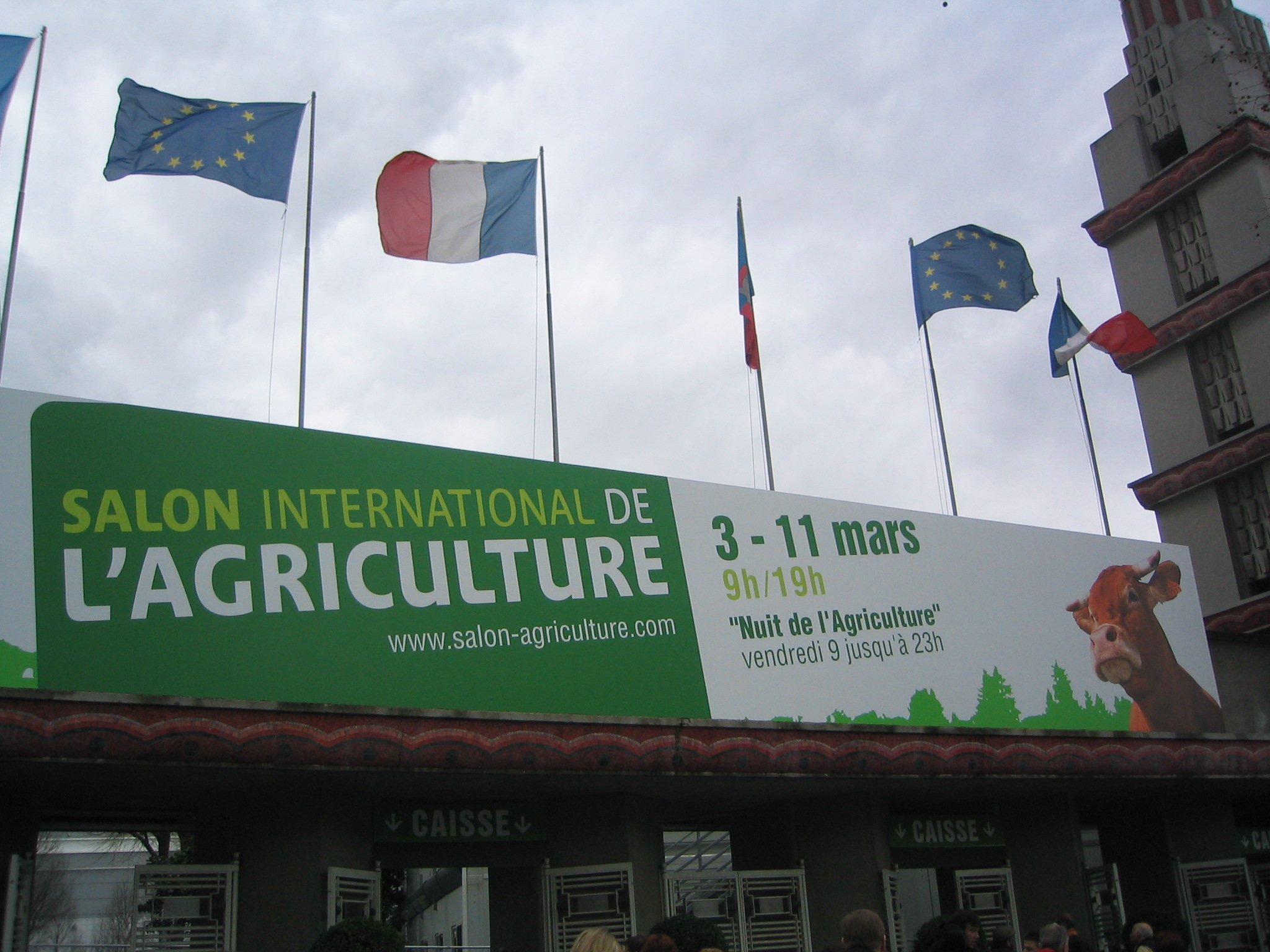
Entrée du Salon international de l'agriculture de Paris

Alors qu'il visite le Salon de l'agriculture le 23 février 2008, Nicolas Sarkozy serre de nombreuses mains dans l'assistance. Un homme non identifié refuse sa poignée de main en disant « Ah non, touche-moi pas ! ». Nicolas Sarkozy réplique une première fois par « Casse-toi alors ! », puis, après que l'individu a rajouté « Tu me salis ! », par « Casse-toi alors, pauv' con va ! », tout en continuant son chemin,. Stéphane Puccini et François-Luc Doyez, journalistes d'un collectif de pigistes Youpress, sont présents et filment la scène. Le jour même, ils proposent la vidéo au journal Le Parisien qui accepte de la mettre en ligne sur son site Internet où elle rencontre un succès immédiat,. Elle est également vendue à l'Associated Press dès le lendemain et est largement diffusée sur la chaîne américaine d'informations CNN. Au nom du droit de citation, les grandes chaînes de télévision françaises (TF1, France 2 et Canal+) diffusent la vidéo dans leurs journaux, non sans demander, pour TF1, l'autorisation à l'Élysée. Puis, elle est déposée par des internautes sur les sites de partage de vidéos YouTube et Dailymotion. Le succès est tel que le collectif Youpress renégocie les termes du contrat avec Le Parisien.
Très rapidement, cette phrase est commentée, un enseignant pointant par exemple dans Le Monde une « faute professionnelle » pédagogique du Président, les opposants à Nicolas Sarkozy y voyant un manque de sang-froid incompatible avec la fonction de président, et ses partisans une réaction naturelle d'homme agressé. Certains observateurs font remarquer que cet incident fait suite à un épisode opposant Nicolas Sarkozy à un marin-pêcheur qui l'interpellait sur le port de Guilvinec, le 6 novembre 2007,.
L'UMP par l'entremise de son porte-parole Yves Jégo y voit « une volonté de lyncher le chef de l'État », considérant la réaction de ce dernier comme une « réaction humaine ».
Nicolas Sarkozy, quant à lui, a tout d'abord assumé pleinement ses propos, déclarant : « J'ai sans doute les défauts de mes qualités, mais il est difficile, même quand on est président, de ne pas répondre à une insulte. Ce n'est pas parce qu'on est le président qu'on devient quelqu'un sur lequel on peut s'essuyer les pieds », estimant cependant au surlendemain de son altercation verbale qu'il aurait « mieux fait de ne pas lui répondre »,. En 2016, dans son livre La France pour la vie, Nicolas Sarkozy considère qu'en se situant au niveau de son interlocuteur il a « abaissé la fonction présidentielle ».
En 2020, dans son livre Le Temps des tempêtes qui décrit les deux premières années de son quinquennat, Nicolas Sarkozy évoque à nouveau sa célèbre apostrophe. Il se reproche d'avoir été grossier, d'être tombé dans un « piège de débutant », « C'était entièrement de ma faute », écrit-il.

## Retentissement européen
À la suite de la diffusion de la vidéo, de nombreux blogs reprennent les mots « pauvre con », et de nombreux groupes Facebook sont créés. L'expression se voit largement diffusée sur Internet et a un retentissement d'ampleur européenne, de nombreux internautes étrangers s'interrogeant sur la meilleure traduction de « pauvre con » dans leur langue natale,.
Dans un article du quotidien Le Monde, en date du 2 mars 2008, Éric Azan montre, à l'aide de nombreuses réactions, la stupeur et la perplexité des médias étrangers face à l’expression incriminée :
- Dann hau doch ab, Du armseliger Dummkopf (« Alors, tire-toi, misérable imbécile ») dans Die Welt[19],
- Dann hau' doch ab, du Idiot (« Alors, tire-toi, idiot ») dans Der Spiegel[20],
- Dann hau  doch ab, Du Blödmann (« Alors, tire-toi, connard ») dans Der Tagesspiegel[21] et Der Stern[22],
- Vai via,  vai via, allora, povero coglione[23] (« Va-t’en, va-t’en, alors, pauvre couillon ») dans La Stampa,
- Then get lost, you poor jerk! (« Alors, dégage, pauvre crétin ! ») dans l’International Herald Tribune,
- Get lost then you bloody idiot, just get lost! (« Alors casse-toi, espèce d'idiot, casse-toi ! ») sur la BBC[24],
- Get lost, you stupid bastard! (« Dégage, abruti de salaud ») dépêche de l’AFP en langue anglaise,
- Rajá, pobre pelotudo (« Taille-toi, pauvre con ») dans le journal argentin Clarín,
- ¡Lárgate, pobre imbécil! (« Tire-toi, pauvre imbécile ! ») dans El País[25],
- Άντε χάσου φτωχομαλάκα! (« Tire-toi, pauvre con ! ») dans Ta Néa[26].

Enfin, à l'issue de cette recension, Éric Azan propose une traduction de l'expression en polonais : « Spieprzaj, dziadu! » (« Va te faire foutre, mec! »), tournure déjà employée le 4 novembre 2002 par Lech Kaczyński à l'encontre de l'un de ses concitoyens alors qu'il était maire de Varsovie.

## Réutilisation politique et populaire

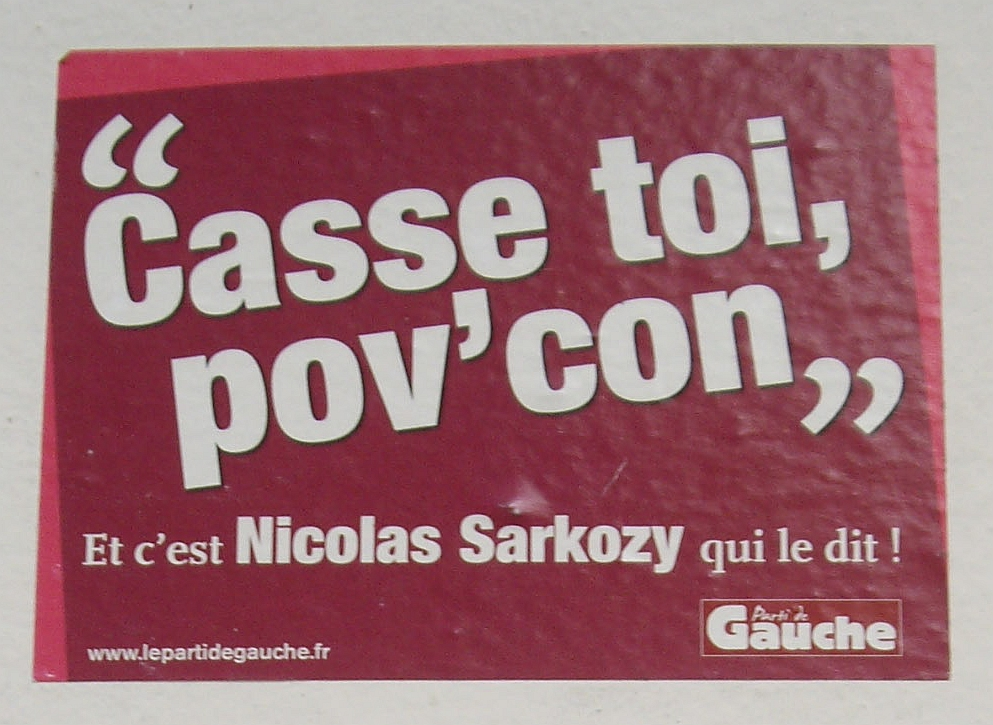
Autocollant du Parti de gauche dans une rue de Paris, en juillet 2010.

La formule est utilisée par un parti politique et est reprise comme un slogan lors des manifestations,.
Lors d'une visite de Nicolas Sarkozy à Laval, Hervé Eon, un citoyen qui dit s'opposer à la politique du président, a brandi une pancarte avec le slogan « Casse-toi, pov' con ». Il est interpellé par la police, et le ministère public le poursuit devant le tribunal correctionnel du lieu qui le condamne pour offense au chef de l'État (art. 23 et 26 de la loi du 29 juillet 1881 sur la liberté de la presse) et non pour diffamation ou insulte (art. 30 ou 33 de la même loi). La cour d'appel d'Angers confirme la condamnation pour offense au président de la République et la peine symbolique d'amende de 30 euros avec sursis. Son pourvoi en cassation est ensuite rejeté mais le 14 mars 2013 la Cour européenne des droits de l'homme condamne à son tour la France dans cette affaire, estimant que le recours à une sanction pénale était disproportionné pour une critique de nature politique. Le délit d'offense au chef de l'État est finalement abrogé en avril 2013.
À la suite de cette affaire, le Parti de gauche édite des autocollants et des affiches « Casse toi, pov'con », mais portant l'inscription « Et c'est Nicolas Sarkozy qui le dit ! » (sans doute pour éviter le même genre de conséquences), et qui sont distribuées lors des grandes manifestations et mis en vente sur son site.
La phrase est également utilisée comme thème de plusieurs chansons. De nombreux produits dérivés comme des badges et teeshirts affichent cette phrase. Une truie nommée Casse-toi pov' con est refusée lors de la préinscription au Salon international de l'agriculture édition 2009 et est renommée d'autorité « Camomille », les organisateurs estimant qu'« on ne fait pas de politique au Salon de l'agriculture ».
En février 2011, un enseignant français du Caire souhaitant manifester son soutien aux révoltés de la place Tahrir lors de la Révolution égyptienne de 2011 brandit une pancarte « Casse-toi, pauvre con ». Il est rapatrié en France et sanctionné pour « manquement au devoir de réserve ».
En juin 2011, la maison d'édition de jeu de société Cocktailgames édite « Casse-toi pov' con » qui s'inspire de la phrase de Nicolas Sarkozy. Ce jeu, conçu par Ludovic Maublanc, a été illustré par Martin Vidberg.
Le 1er avril 2012, Rue89 base son poisson d'avril sur le fait divers, affirmant fausses preuves à l’appui que le « Casse-toi, pauv' con ! » résultait d’un plan de communication de l’Élysée qui aurait mal tourné.
En avril 2012, à l'occasion de la visite du président Sarkozy à La Réunion, un manifestant lui adresse la phrase suivante : « Casse-toi pôv' con, on va te faire la mort dans les urnes », au sortir de l'aérogare de l'aéroport Roland-Garros. Cette invective sera très médiatisée et fera notamment la une du JT de 13h de TF1 le jour-même. Ce manifestant, proche du NPAR (la branche locale du parti d'Olivier Besancenot, le NPA), sera condamné à 800 € d'amende, dont 400 € avec sursis au terme d'une garde à vue et d'une composition pénale.

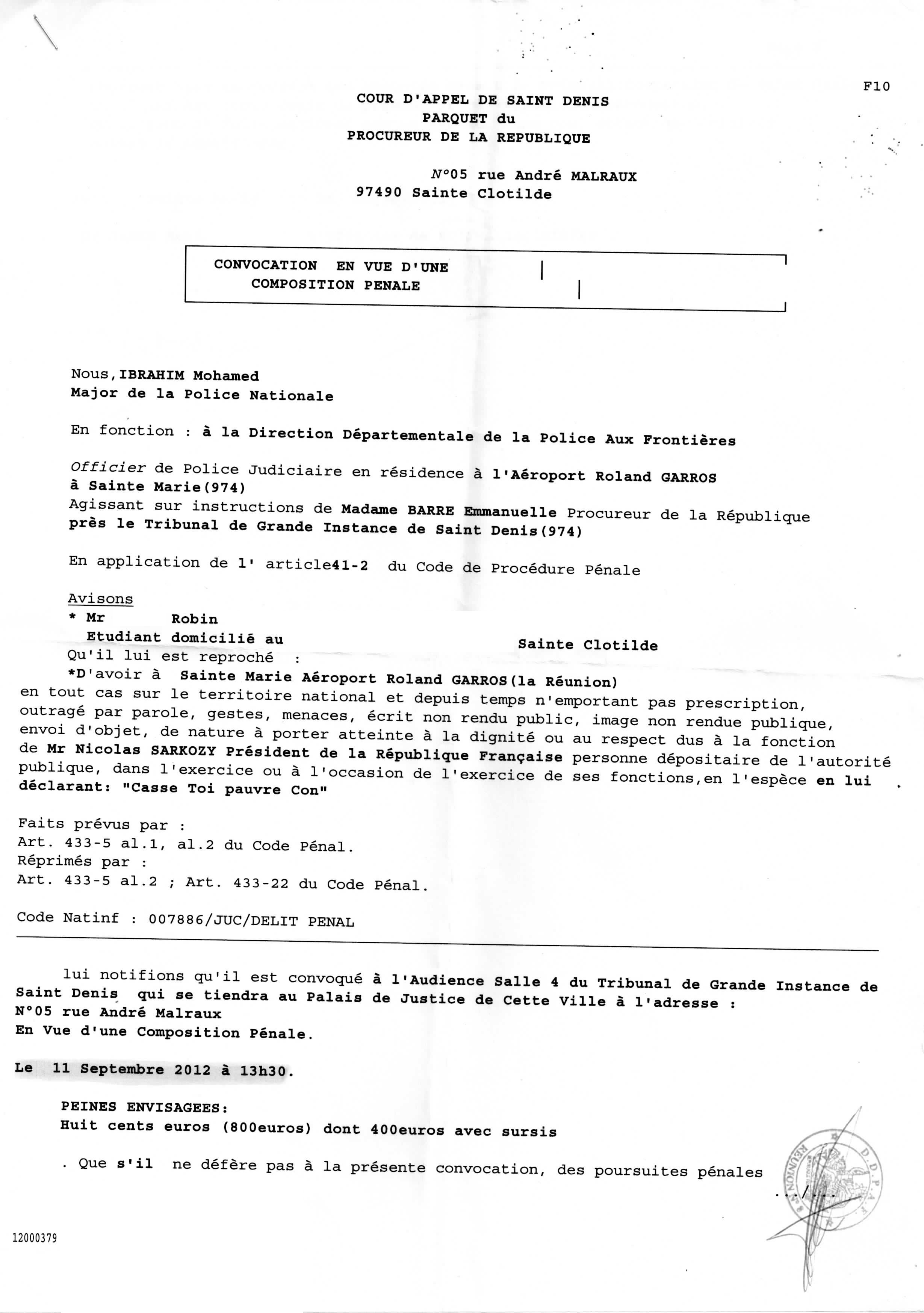
Convocation pour outrage au Président Sarkozy - sept. 2012

En juillet 2016, un jeune homme adresse un « Casse-toi pauv' con ! » au ministre Emmanuel Macron. Il est interpellé puis soumis à un contrôle de police et sera jugé pour outrage.

## Inspiration littéraire, journalistique, musicale et cinématographique
L'identité du visiteur du salon de l'agriculture restant inconnue, un éditeur, Jean-Jacques Reboux, décide de créer un personnage, Fernand Buron, sur le site communautaire Facebook ainsi qu'un blog personnel pour exploiter cette réplique. Il récidive en février 2011, annonçant la sortie d'un livre sur l'évènement écrit par Fernand Buron. Fernand Buron n'ayant pas d'existence réelle, il apparaît que c'est un canular organisé par Jean-Jacques Reboux qui, chaque année à l'occasion du Salon de l'agriculture, relance la presse sur le sujet. Le petit livre est toutefois mis en vente.
La phrase est désormais l'objet d'une source d'inspiration littéraire. Ainsi, l'ex-juge d'instruction Laurent Leguévaque et le journaliste Frédéric Mazé, dans leur ouvrage SMS, voient dans le moment de l'énonciation publique de l'expression un basculement. Le chapitre II, intitulé « La vie quotidienne des Français en s.m.s. », s'en trouverait modifiée : « […] Tandis qu'après le casse-toi pauvre con présidentiel, les s.m.s. durcissent le ton. ».
On retrouve cette phrase dans le thriller d'Éric Giacometti et Jacques Ravenne La Croix des Assassins paru en 2008. Page 112, Anaïs dit au héros "Casse-toi, pauvre con !"
La phrase est également utilisée dans le film de François Ozon Potiche (2010), ainsi notamment que « Travailler plus pour gagner plus », autre citation notoire de Nicolas Sarkozy.
On la trouve aussi dans le tome 3 de la bande dessinée Freaks' Squeele, adressée au directeur de l'université par un élève, page 47.
Le rappeur Tum Sally réalise un vidéoclip viral pour son single « Casse-toi pauvre con ! ». Victime de son succès il est signé sur la maison de disque Cyber Productions et publié en juin 2008. Le deuxième titre de ce single s'intitule « J'ai changé » mettant en scène le discours de repentance et de réhabilitation d'un politicien confessant ses péchés.
Les détournements de la réplique sont nombreux, par exemple Casse-toi, pauvre conne !, titre d'un recueil de nouvelles publié en 2008.
Le 10 septembre 2012, le quotidien Libération fait une allusion à la phrase prononcée par l'ancien Président de la République en consacrant sa une à Bernard Arnault, avec ce gros titre « Casse-toi riche con ! », après les révélations sur les démarches entreprises par le président de LVMH pour obtenir la nationalité belge.

## Analyse sociolinguistique
Le 1er octobre 2009, dans son blog Technologie du langage, le professeur Jean Véronis revenait sur un questionnement, inspiré quelque temps auparavant par un journaliste, à propos de « l'Art du dérapage » en politique, le journaliste faisant alors référence « à la longue liste des excès sarkoziens, Casse-toi pauvre con en tête ».
Selon l'historien du discours politique, Damon Mayaffre, ce type de dérapages s'inscrit dans un processus de « vulgarisation » (au sens étymologique) de la parole politique française sous le quinquennat de Sarkozy. Pendant longtemps, avec de Gaulle, Pompidou, Giscard ou Mitterrand, le discours présidentiel français imitait le discours littéraire, avec Sarkozy il imite le discours populaire. Une étude quantitative et systématique des discours montre que les fautes de français et les procédés linguistiques relâchés (« ça », « on », « je veux pas », « faut pas », « racailles », etc.) se multiplient dans la bouche de Sarkozy qui privilégie une communication immédiate avec le peuple. 
Cette logique s'inscrit dans le cadre plus général d'une évolution des formes et des supports de la violence verbale.

## Analyse sociomédiatique
Cette petite phrase est massivement reprise dans la presse, mais également sur les réseaux sociaux où elle est l'objet de nombreux mèmes et détournements parodiques.
01net.com a profité de l'évènement pour faire une analyse sociologique sur les buzz médiatiques modernes utilisant le média Web, considérant que de nos jours, « un internaute seul dans son coin peut maintenant publier quelque chose, sans avoir à en référer à un directeur de publication ». Aidé par les plateformes populaires de mise en ligne de vidéos telles YouTube ou Dailymotion, un buzz médiatique peut se propager très rapidement en « temps réel », chose qui n'est pas encore prise en compte par les personnalités politiques lors des évènements publics.
Le quotidien belge Le Soir fait la même constatation, considérant que le nombre de ce genre de vidéos a « littéralement explosé », Internet étant devenu un média capable de « faire et défaire les réputations ». Il constate cependant que ce buzz a été monté par « des professionnels » de l'information, impliquant des « journalistes et techniciens professionnels », démentant ainsi la rumeur d'une prise de vue d'« amateur ».
Un dossier paru dans le quotidien 20 minutes compile des interviews du reporter ayant filmé la scène et de journalistes concurrents, ainsi que l'avis de la rédactrice en chef de Leparisien.fr. Ces interviews présentent la problématique des droits d'auteurs à la suite d'un tel buzz médiatique.